# Volumul 3 (Nicolae Guță)
Nicolae Guță (cunoscut mai târziu drept Volumul 3) este un album de studio al cântărețului rom din România Nicolae Guță. Discul este al treilea din seria Nicolae Guță și a fost lansat în 1995; versurile pieselor sunt scrise în limbile română și romani (țigănește).
Ca sonoritate, Volumul 3 se apropie mai mult de discul de debut decât de Volumul 2. Influențele pop aduse pe albumul anterior (prin sunetul sintetizatorului) revin în piese precum „Spune, iubito, spune” și „Dar știi omul ce ajunge”. Tot sintetizatorul servește ca instrument atmosferic în piesele lente, doinite („Dacă ai pe lume frați”, „Doamne, dacă n-aș avea copii”). Vioara revine (absentă pe Volumul 2).

## Lista pistelor
1. Șucar cai de ghili (3:09)
2. Sin man love som na cai (2:42)
3. Poi droma jau teai pirau (6:26)
4. De ai știi ce mult te iubesc (4:29)
5. Nu știu, Doamne, ce aș face (4:13)
6. Pale amende sin abea (2:48)
7. Dacă ai pe lume frați (4:24)
8. Dar știi omul ce ajunge (4:20)
9. O Ghiță pi ulitari (3:08)
10. Măi muiere, iar îs beat (3:11)
11. Romnorio so carden (2:59)
12. Spune, iubito, spune (4:09)
13. Doamne, dacă n-aș avea copii (6:07)
14. Când te văd, mândro dragă, pe tine (2:15)
Piesa este cunoscută și sub titlul „N-au valoare mărcile”.
15. Pale devia me piau (2:51)
16. Instrumentală (3:03)

## Personal
- Nicolae Guță – voce
- Anton Trifoi – vioară
- Marius Gheorghe – acordeon
- Remus Cârpaci – saxofon alto
- Tudor Iovanovici – sintetizator
- Balant Petrovici – chitară electrică